# Åke Nilsson (konstnär)
Hans Åke Nilsson, född 28 september 1935 i Västra Skrävlinge församling i Malmö, död 1 oktober 2021 i Lund, var en svensk konstnär.

## Biografi
Åke Nilsson föddes 1935 i Malmö. Tre år senare flyttade han till Göteborg. Där utbildade han sig vid Slöjdföreningens skola mellan åren 1951 och 1954 och vid Valands målarskola under Nemes, Simson och Renqvist. 1973 flyttade han till Östad, Lerums kommun, för att tre år senare flytta till Hovs hallar. Senare var han bosatt i Lund.
Han debuterade på Lilla Galleriet i Stockholm 1960 och har haft ett femtiotal separatutställningar, bl. a. på Konstnärshuset och Galleri Prisma i Stockholm. Senaste utställningen hölls 2006 på Galleri Aveny i Göteborg. Han har även deltagit i en mängd samlingsutställningar, senast "Hjärtat sitter till vänster", 1998 på Göteborgs konstmuseum. 
År 1974 var han med och grundade konstnärsgruppen "Sex aspekter" tillsammans med Bertil Berg, Bernt Jonasson, Roj Friberg, Gunnar Thorén och Folke Lind Gruppen genomförde ett antal utställningar, bl.a. på Göteborgs konsthall, i Åbo, Stockholm, Linköping, Mölndal och i Århus. 1982–1984 ingick han i gruppen "Tre målare" som hade utställningar i Malmö, Berlin, Köpenhamn, Luleå, Uleåborg, Kalix och Moss.
Åke Nilsson finns representerad på Nationalmuseum, Moderna Museet, Göteborgs konstmuseum, Borås konstmuseum, Örebro läns museum och i Kiruna stadshus. Han är begravd på Norra kyrkogården i Lund.